# Elmo (software)
elmo è un software che implementa una funzione di valutazione e un joseki (libro di apertura) per il gioco dello shōgi, creato da Makoto Takizawa (瀧澤誠). È progettato per essere impiegato in combinazione con motori di terze parti che implementino la funzione di ricerca, e può essere usato come componente in interfacce grafiche come Shogidokoro (将棋所) o ShogiGUI.
In combinazione con la funzione di ricerca やねうら王 (yaneura ou), elmo ha vinto il 27º campionato del mondo di shogi per computer (世界コンピュータ将棋選手権) nel maggio 2017. Tuttavia, nel torneo Den Ō (将棋電王戦) disputato nel novembre 2017, elmo non è riuscito a inserirsi nel gruppo di testa, perdendo contro 平成将棋合戦ぽんぽこ (primo classificato), shotgun (secondo), ponanza (terzo), 読み太 (quarto), e Qhapaq_conflated (quinto).
Un tipo di castello è stato scoperto in partite giocate da elmo ed è stato successivamente adottato da giocatori professionisti, noto con il nome di castello elmo (エルモ囲い).
Nell'ottobre 2017 DeepMind ha usato elmo in combinazione con yaneura ou per testare il suo algoritmo AlphaZero nel gioco dello shogi, in un match di 100 partite dove AlphaZero ha vinto 90, perso 8, e pareggiato due volte.